# Östergötlands runinskrifter SvK43L4;175
Östergötlands runinskrifter SvK43L4;175 (tidigare signum: Ög SKL4;175) är ett fragment av en runristad gravhäll från vikingatiden. Materialet är kalksten. Fragmentet finns i magasinbyggnaden vid Vreta klosters kyrka, där det förvaras tillsammans med andra grav- och byggnadslämningar från kyrkan och klostet.

## Translitterering
I Samnordisk runtextdatabas translittereras inskriften som 
...ftan : þ...
På fragmentet som det ser ut i april 2009 (Se bild) saknas emellertid den första och den sista runan i den teckenföljden, och t-runan är skadad.

## Normalisering och översättning
De första runorna föreslås ha bildat slutet på namnet Halfdan, som i översättningar brukar skrivas Halvdan.